# 沃谢勒莱多马尔
沃谢勒莱多马尔（法語：Vauchelles-lès-Domart，法語發音：[voʃɛl lɛ dɔmaʁ]，意为“多马尔附近的沃谢勒”）是法国上法蘭西大區索姆省的一个市镇，属于亚眠区。

## 地理
沃谢勒莱多马尔（50°3'19"N, 2°3'20"E）面积3.92 平方千米，位于法国上法蘭西大區索姆省，该省份为法国北部沿海省份，北起加来海峡省和北部省，西接滨海塞纳省和大西洋英吉利海峡，南至瓦兹省，东临埃纳省。
与沃谢勒莱多马尔接壤的市镇（或旧市镇、城区）包括：布吕康、穆夫莱尔、维尔勒马尔克莱、维莱苏萨伊。

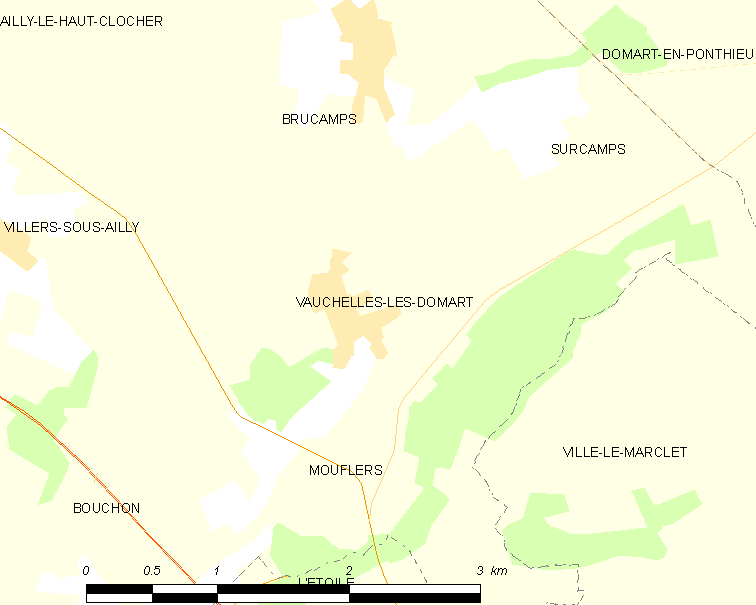
沃谢勒莱多马尔的OSM定位图

沃谢勒莱多马尔的时区为UTC+01:00、UTC+02:00（夏令时）。

## 行政
沃谢勒莱多马尔的邮政编码为80620，INSEE市镇编码为80778。

## 政治
沃谢勒莱多马尔所属的省级选区为弗利克斯库尔县。

## 人口

1962-2008年间沃谢勒莱多马尔人口变化图示

沃谢勒莱多马尔于2022年1月1日时的人口数量为121人。